# Владислав I Локетек
Влади́слав I Локе́тек (пол. Władysław I Łokietek; 3 марта 1260/19 января 1261 год — 2 марта 1333) — князь-принцепс Польши с 1306 по 1320 годы, король Польши с 20 января 1320 года, в разное время владелец нескольких княжеств.

## Биография

### Происхождение и прозвище
Владислав был третьим сыном князя Казимира I Куявского и старшим от его третьего брака с Ефросиньей Опольской, дочерью князя Казимира I Опольского. Представитель куявской линии династии Пястов. По утверждению историка XV века Яна Длугоша, своё прозвище Локеток (пол. Łokietek) получил из-за своего малого роста. Однако известно, что сын и непосредственный преемник Локетека, Казимир Великий, был ростом около 183 см, что позволяет предположить, что его отец, возможно, не был карликом. Некоторые историки выдвинули гипотезу, что прозвище Локетек не имело никакого отношения к внешности князя Владислава, но презрительно описывало фактические размеры и политическое значение его наследственных владений среди других княжеств, управляемых членами дома Пястов, по крайней мере, по сравнению с его большими амбициями. Если эта гипотеза верна, то Владислава Локетека скорее следует переводить на английский как Владислава Мелкого. Ян Длугош, возможно, просто неправильно истолковал это прозвище.

### Начало самостоятельного княжения

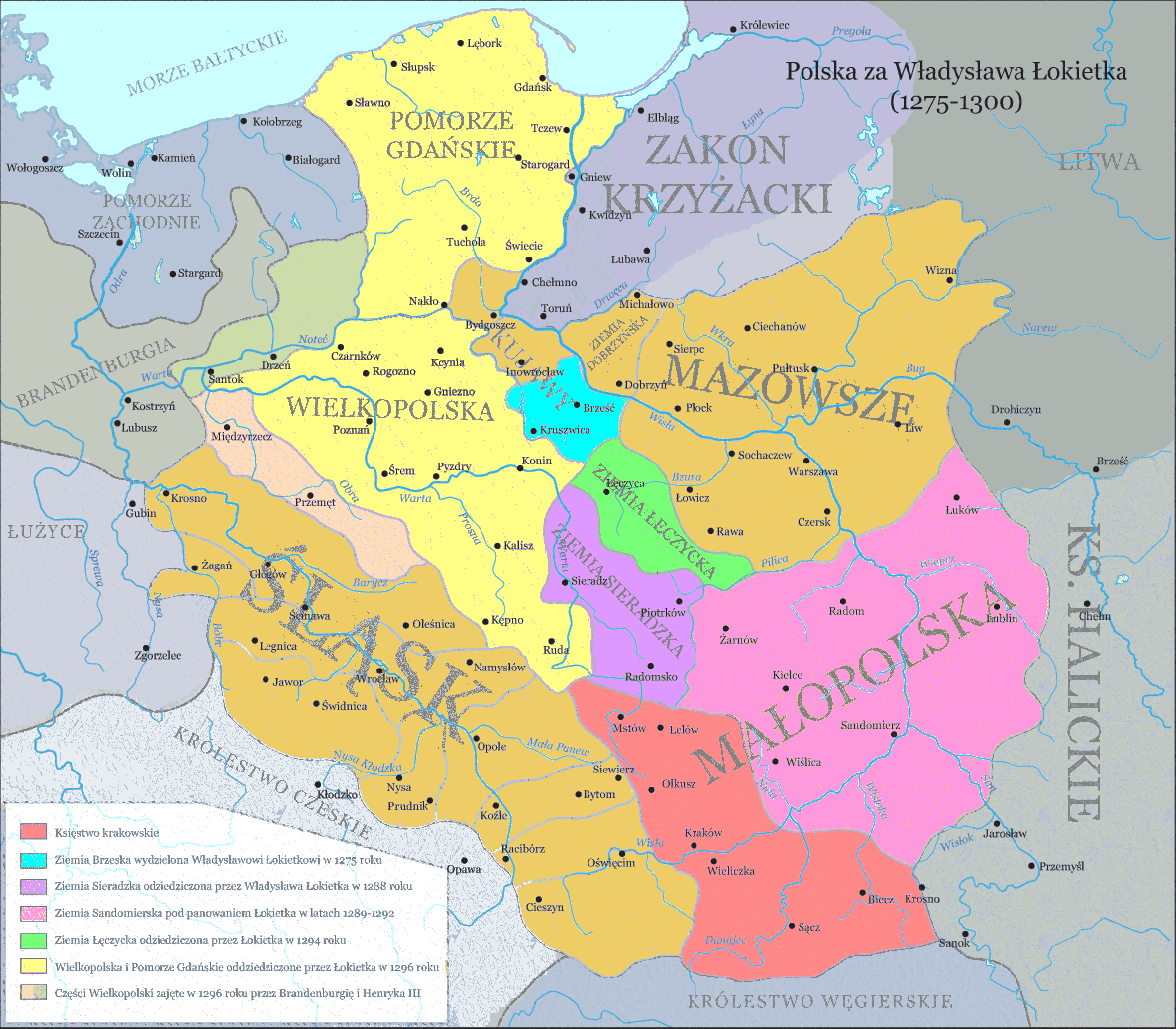
Польские княжества в период Владислава I Локетека (1275-1300)

После смерти князя Казимира I Куявского в 1267 году его владения были разделены между сыновьями. Трое младших сыновей от третьего брака – Владислав, Казимир и Земовит – получили Добжинское княжество и восточную часть Куявии с центом в Бжесць-Куявски, выделенную в самостоятельное княжество. До 1275 года, когда Владислав достиг совершеннолетия, он проживал в Кракове при дворе князя-принцепса Болеслава Стыдливого, а княжествами управляла его мать в качестве регента.
В 1279 году умер Болеслав V Стыдливый, назвавший в завещании своим наследником старшего сводного брата Владислава Лешека Черного. Владислав вместе с младшими братьями сразу же принес Лешеку ленную присягу. В дальнейшем Владислав был верным союзником своего старшего брата. 30 сентября 1288 года Лешек II Черный скончался, не оставив потомства. После его смерти Владислав и его младшие братья унаследовали родовые владения Лешека – Ленчицкое и Серадзское княжества – и разделили свои владения: Владислав стал единолично править в Бжесць-Куявски и Серадзе, Казимир унаследовал Ленчицу, а Земовит – Добжинскую землю.

### Первая борьба за Краков
Неожиданная смерть Лешека Черного, не оставившего наследников, вызвала новый виток борьбы за краковский трон. Основными претендентами на него были вроцлавский князь Генрих IV Пробус и двоюродный брат Владислава Болеслав Плоцкий. Владислав также имел претензии на Краков, но в сложившейся ситуации решил поддержать Болеслава. Генрих IV Пробус при поддержке немецких союзников овладел столицей в конце 1288 года, однако Болеслав Плоцкий не сдался. В союзе с Владиславом Локетеком, его братом Казимиром Ленчицким и Пшемыслом II Великопольским 26 февраля 1289 года в кровопролитной битве около Севежа он победил силезских сторонников Генриха IV.   Путь на Краков был свободен, но по неизвестным причинам Болеслав Плоцкий отказался от своих притязаний на краковский трон, и горожане отдали Вавельский замок Владиславу Локетеку. Владиславу, однако, не удалось удержать Краков, который вскоре открыл ворота Генриху IV Пробусу. Владислав сумел бежать из города лишь благодаря монахам-францисканцам, помогшим ему спуститься с крепостной стены.
Несмотря на потерю Кракова, Владислав Локетек сумел удержать за собой Сандомир; таким образом впервые с 1243 года, когда Болеслав V Стыдливый занял краковский трон, Малая Польша оказалась разделена между разными правителями: Краковом владел Генрих IV Пробус, а Сандомирским княжеством – Владислав Локетек. 

### Вторая борьба за Краков
Генрих IV скончался в 1290 году, и в Кракове стал править Пшемысл II Великопольский. Точно неизвестно, какими были отношения между Пшемыслом II и Владиславом Локетеком, хотя весьма вероятно, что они были дружественными, поскольку раздел Малой Польши произошел без кровопролития и, возможно, был результатом соглашения между князьями. Есть, однако, и мнения, что эти отношения могли быть прохладными и, возможно, даже враждебными. Пшемысл II без проблем овладел Вавельским замком, но с самого начала столкнулся со значительным внутренним противодействием со стороны горожан, часть из которых поддерживала Владислава Локетека, а другие – нового претендента на польский трон, чешского короля Вацлава II. В середине сентября 1290 года Пшемысл II покинул Краков, захватив с собой королевские регалии, и уехал в Великую Польшу. 
Краков остался без князя, и его жители в январе 1291 года призвали на княжение Вацлава II. Владислав Локетек решил побороться за великокняжеский трон при помощи венгерских войск, предоставленных ему королем Андрашем III. Однако благодаря численному превосходству чешской армии, усиленной силезскими князьями и маркграфством Бранденбургским, удалось в 1292 году вытеснить Владислава из Сандомира, а в сентябре того же года осадить его в Серадзе. Осада вскоре увенчалась успехом, Владислав и его брат Казимир Ленчицкий оказались в плену. 9 октября 1292 года было подписано соглашение, по которому Владислав и Казимир были вынуждены отказаться от притязаний на Малую Польшу и принесли ленную присягу Вацлаву II как князю-принцепсу Польши в обмен на сохранение их куявских владений. 

### Античешский союз и раздел Великой Польши
В январе 1293 года Владислав встретился в Калише с Пшемыслом II Великопольским, где был заключен античешский союз и достигнута договоренность о браке Владислава с племянницей Пшемысла, Ядвигой. Однако этот союз просуществовал недолго: 8 февраля 1296 года Пшемысл был убит. Поскольку сыновей у Пшемысла не было, великопольские и померельские дворяне сочли, что лучшей кандидатурой на место князя будет ближайший союзник покойного, Владислав Локетек. В то же время незадолго до смерти Пшемысл II заключил договор о взаимном наследовании с князем Генрихом Глогувским. Начинать новую войну на тот момент никто не хотел, и князья смогли договориться. Владислав стал править в Великой Польше, но часть княжества к югу от реки Обра он передал Генриху Глогувскому и признал его сына, Генриха Верного, своим наследником (собственных сыновей у Локетека пока не было). Позиции Владислава в Великой Польше не были достаточно прочными; достаточно скоро от него отвернулась часть знати и духовенства во главе с его бывшим союзником, архиепископом Гнезно Якубом Свинкой.

### Побег из Польши
Главная угроза для Владислава продолжала исходить из Кракова. В 1299 году в Кленке было заключено соглашение, по которому Владислав Локетек согласился повторно принести ленную присягу Вацлаву II, за что ему полагалось 400 гривен и восьмилетний доход с рудников в Олькуше. Владислав, однако, не выполнил условий, заключенных в Кленке, и в июле 1299 года Вацлав II организовал военную экспедицию, в результате которой куявский князь был вынужден бежать из Польши.
Доподлинно неизвестно, где Владислав Локетек провел следующие годы. Считается, что в 1300 году он посетил Рим, где принял участие в праздновании юбилейного года, организованного папой Бонифацием VIII. Позже его видели на Руси и в Венгрии, где у него были союзники. Княжеская семья все это время жила в Радзеюве как простые горожане.

### Возвращение в Польшу и воцарение в Кракове. Попытки объединения Польши

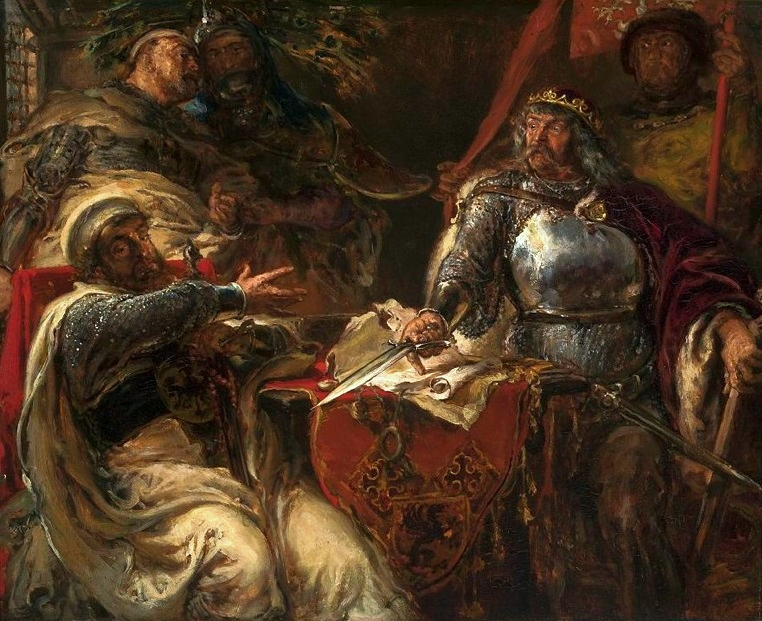
Владислав Локетек разрывает мир с крестоносцами. Картина Яна Матейко

В 1304 году Владислав вернулся в Польшу и поселился в Сандомире, которым овладел при поддержке венгерского магната Амадея Аби. В том же году он захватил замки Вислица и Лелюв. Вряд ли ему удалось бы закрепить свой успех, если бы не стечение обстоятельств. Летом 1305 года скоропостижно скончался Вацлав II, и чешский трон занял его юный сын Вацлав III. Воспользовавшись ситуацией, Владислав к концу года завладел Бжесць-Куявским, Ленчицким и Серадзским княжествами. Чешское правительство начало готовить экспедицию в поддержку Вацлава III, но в разгар приготовлений он был убит 4 августа 1306 года в Оломоуце. Чешское королевство осталось без монарха и погрузилось в гражданскую войну, а малопольская знать решила пригласить на княжение Владислава, и 1 сентября 1306 года состоялся его торжественный въезд в Краков.
Следующей целью Владислава I было возвращение наследства Пшемысла II: Великой Польши и Померелии (Гданьское Поморье), но здесь он столкнулся с серьезными трудностями. В Великой Польше Владиславу удалось занять лишь приграничный Конин, а остальная часть княжества оставалась под властью Генриха III Глогувского. Померелию ещё Вацлав II уступил маркграфам Бранденбурга. Владислав Локетек сумел овладеть ею в результате экспедиции в конце 1306 года. Наместниками в Померелии он назначил своих племянников, разделив между ними территорию княжества: Пшемысл стал наместником в Свеце, а Казимир в Тчеве.
В августе 1307 года маркграф Вальдемар Бранденбургский напал на Померелию. У Владислава Локетека не было достаточных сил для оказания отпора бранденбургцам, и он решил привлечь на помощь Тевтонский орден. Сначала казалось, что все шло хорошо, поскольку рыцари успешно вытеснили бранденбургцев из Гданьска, а затем двинулись дальше на Тчев. Однако затем командующий силами ордена проигнорировал князя Казимира, наместника в Тчеве, и без боя взял город. Затем рыцари взяли Нове и в 1308 году завершили кампанию. Только Свеце осталось в руках Владислава I. В апреле 1309 года в Куявии состоялась встреча между Владиславом Локетеком и прусским великим магистром по поводу захвата Померелии, на которой Тевтонский орден предъявил князю абсурдный счет об освобождении Гданьска, а затем предложил выкупить территорию. Оба предложения были отклонены Владиславом. После этого, в июле 1309 года тевтонские рыцари начали осаду Свеце. Город сдался в сентябре. Чтобы узаконить свое поведение, рыцари приобрели право на Померелию у Вальдемара Бранденбургского и объявили княжество своей собственностью. Аннексия Померелии позволила ордену окончательно перенести свою столицу из Венеции в Мальборк.

### Борьба с внутренней оппозицией
Причиной того, что Владислав не мог уделять достаточно внимания поморским делам, были волнения в Кракове, которые инспирировал краковский епископ Ян Муската. На помощь Владиславу пришел гнезненский архиепископ Якуб Свинка, 14 июня 1308 года сместивший Мускату с кафедры. Локетек посадил мятежного епископа в тюрьму на полгода, а затем вовсе изгнал из Польши.
Очередные беспорядки в Кракове возникли в 1311 году, когда часть местной знати выступила на стороне короля Чехии Яна Люксембургского, номинально именовавшего себя королем Польши. Недовольные усилением налогового бремени, связанного с потерей Померелии, горожане под предводительством «войта» (градоначальника) Альберта взяли контроль над Краковом и рядом других малопольских городов и призвали в город князя Болеслава Опольского как представителя чешского короля. Верность Владиславу сохранил лишь гарнизон Вавельского замка. Князю опольскому, несмотря на все усилия, не удалось взять Вавельский замок, а к лету 1312 года к городу подошел Владислав Локетек при поддержке дружественных ему венгров, и Болеслав был вынужден покинуть Краков. Подавив мятеж, князь жестоко покарал бунтовщиков: зачинщики были повешены, их имущество конфисковано, а краковская знать лишена части привилегий. В частности, должность войта перестала быть наследственной.
9 декабря 1309 года умер князь Генрих III Глогувский, и его земли, включая Великую Польшу, были разделены между пятью сыновьями. Разделение вызвало недовольство местного дворянства, которое в 1314 году подняло восстание и призвало на княжение Владислава. В августе того же года Локетек вошел в Познань. Подчинив Великую Польшу, Владислав стал заметной фигурой в европейской политике. В союзе с Данией, Швецией, Норвегией, Померанией и Мекленбургом он начал войну против Бранденбурга, но не преуспел в ней.

### Король Польши
Упрочив положение внутри страны, Владислав задумался об обретении королевского титула. На съезде, состоявшемся в июне 1318 году в Сулеюве, знать написала соответствующее прошение на имя папы римского. Влоцлавекский епископ Гервард отвез его в Авиньон, и на следующий год папа Иоанн XXII дал согласие на коронацию. В порядке компромисса с Люксембургами, сохранявшими претензии на польский трон, коронацию было решено провести не в Гнезно, а в Кракове. 20 января 1320 года в Вавельском соборе гнезненский архиепископ Янислав возложил на чело Владислава специально по этому случаю изготовленную королевскую корону. Однако из-за претензий Яна Люксембургского на титул короля Польши, на международной арене Владислава титуловали королем Кракова.

### Борьба с Тевтонским Орденом и чехами
Другое заметное событие 1320 года произошло 14 апреля, когда в Иновроцлаве начала работу папская комиссия, разбиравшая факт захвата тевтонцами Померелии. Спустя десять месяцев комиссия вынесла постановление Ордену освободить Померелию и вернуть Владиславу незаконно полученные доходы, но крестоносцы и не подумали выполнять его. Более того, под влиянием тевтонских агентов в курии папа не одобрил решение комиссии, а впоследствии стал использовать конфликт в своих интересах. Оказавшись окруженным с трех сторон врагами (Чехией, Бранденбургом и Тевтонским орденом), Владислав укрепил союз с Венгрией, выдав свою дочь Елизавету замуж за короля Карла Роберта. Другим союзником Владислава в 1325 году стал великий князь литовский Гедимин (1316—1341), чья дочь Альдона (в крещении — Анна) была выдана замуж за королевича Казимира. Владиславу также удалось увеличить свое влияние в Галицкой Руси: на галицкий престол, освободившийся после гибели Андрея и Льва Юрьевичей, был посажен Юрий-Болеслав Мазовецкий. 

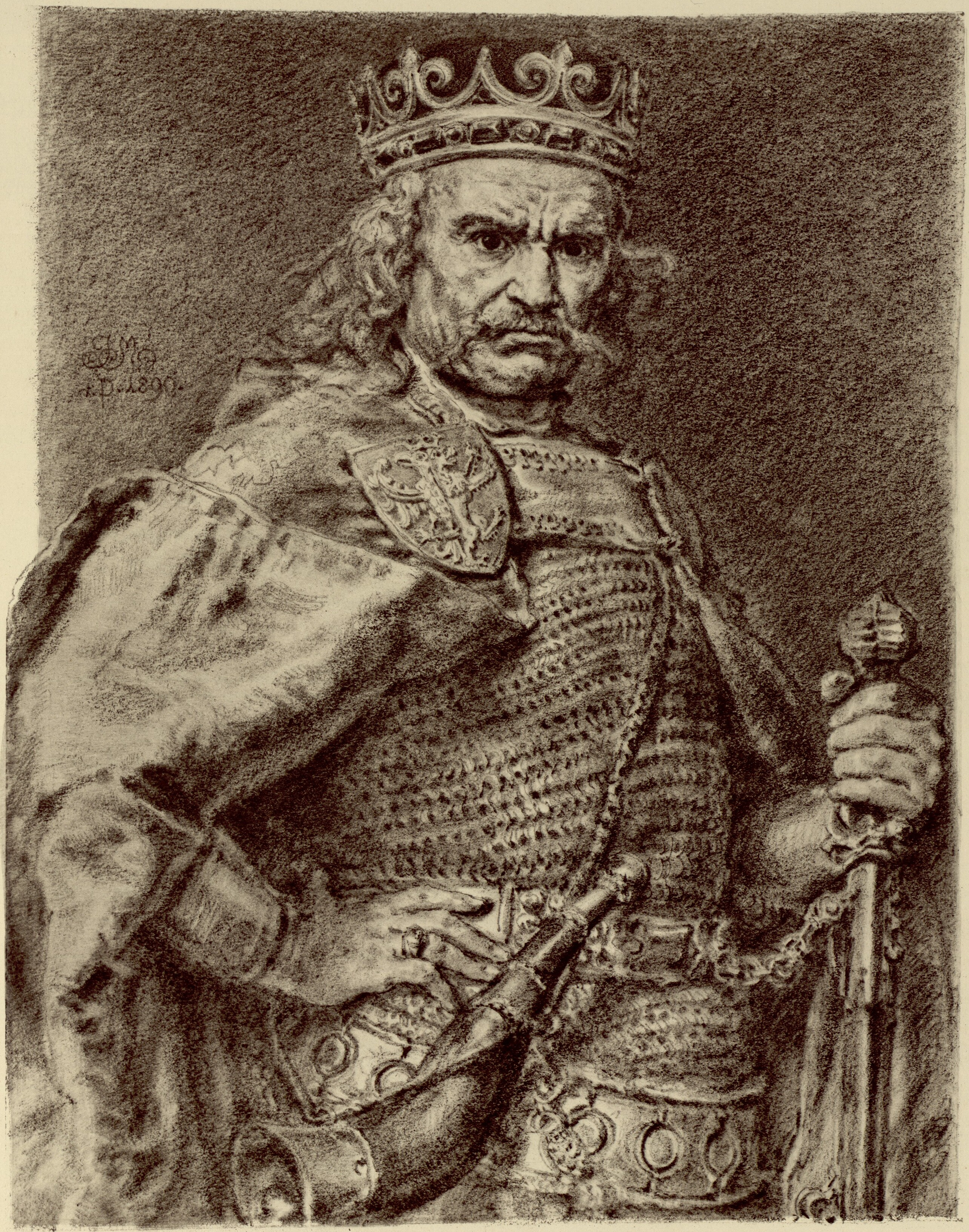
Король Польши Владислав I Локетек. Работа Яна Матейко

При поддержке новых союзников в 1326 году Владислав вторгся в Бранденбург, но сумел лишь разорить приграничные земли марки; более того, он потерял репутацию среди западноевропейских монархов. На следующий год Владислав предпринял попытку подчинить Мазовию. Ему удалось захватить и сжечь Плоцк, но стратегического успеха он не достиг, так как на стороне Вацлава Плоцкого выступил Ян Люксембургский. В связи с началом очередной войны с Тевтонским оредном в 1327 году и связанной с ней угрозой приграничным районам между королем и его племянниками произошел обмен владениями. Между 28 мая 1327 года и 14 октября 1328 года Пшемысл Иновроцлавский передал Владиславу Иновроцлавское княжество в обмен на Серадзское княжество. Также на рубеже 1327/1328 годов добжинские князья, братья Владислав Горбатый и Болеслав, обменяли Добжинское княжество на Ленчицкое.
В 1329 году Ян Люксембургский захватил Добжинское княжество и передал его союзникам-тевтонцам. Крестоносцы, в свою очередь, с огнем и мечом прошли по владениям епископов Влоцлавека, Раценжа и Пшедеча. В 1330 году крестоносцы вновь вторглись в Великую Польшу и Куявию и разграбили Радзеюв, Быдгощ и Накло. Польско-литовское войско отбросило их обратно и осадило замок Хелмно; после семи месяцев осады было заключено перемирие. Во время этого похода Владислав поссорился с Гедимином. Особенно жестоким выдался набег 1331 года, организованный крестоносцами совместно с чехами. Вероятно, не рассчитывая на какой-либо глобальный успех, крестоносцы разоряли великопольские и куявские земли с особой жестокостью. Утром 27 сентября пятитысячный польский отряд под командованием Владислава Локетека и его сына Казимира разбил арьергард семитысячной армии крестоносцев в битве под Пловцами и захватил в плен множество рыцарей, в том числе их предводителя Дитриха фон Альтенбурга (хотя, во второй фазе битвы ему удалось бежать). Несмотря на то, что успех под Пловцами был локальным, он вселил в поляков надежду на победу над немецкими рыцарями, которые потеряли в этой битве около трети своего войска, и остановил новую военную кампанию ордена, намеченную на 1331 год. 
В 1332 году тевтонцы предприняли новый поход. На этот раз поляки не смогли оказать им должного сопротивления; крестоносцам удалось взять Бжесць-Куявский, Иновроцлав и Гневково.

### Смерть и наследие

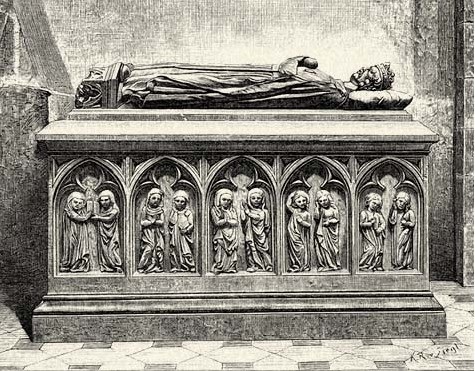
Надгробие Владислава I Локетека

Владислав Локетек не успел разрешить конфликт с тевтонцами: он умер 2 марта 1333 года в Вавельском замке и был похоронен в Вавельском кафедральном соборе. Несмотря на многочисленные и не очень удачные войны с соседями, в целом его правление можно расценить как успешное, поскольку ему удалось впервые спустя два века восстановить единство польского государства.

## Брак и дети
В 1293 году Владислав Локетек женился на Ядвиге Калишской (ок. 1266/1270—1339), дочери князя Болеслава Великопольского и Иоланты Венгерской (ок. 1235—1298). У них было шестеро детей:
- Кунигунда (1295/1298—1331). Замужем 1) с 1310 года за князем Бернардом Свидницким (1288/1291—1326); 2) с 1328 года за Рудольфом I, герцогом Саксен-Виттенбергским (1285—1356).
- Стефан (1296/1300—1306)
- Владислав (1296/1311—1312)
- Елизавета (Эльжбета) (1305—1380). Замужем за королем Венгрии Карлом I Робертом (1288—1342).
- Казимир III Великий (1310—1370), король Польши (1333—1370)
- Ядвига (ум. 1320/1322).

## В кино
- Телесериал «Знак орла» / Znak orła (Польша, 1977), в роли короля — Рышард Филипский.